# Kidusz
Kidusz (hebr. קידוש, poświęcenie) – modlitwa zmawiana przez wyznawców judaizmu nad kielichem wina jako forma uświęcenia szabatu zgodna z przykazaniami Dekalogu: Pamiętaj o dniu szabatu, aby go uświęcić (Wj 20,8). Kidusz jest modlitwą na rozpoczęcie szabatu. Zmawia się go w formie błogosławieństwa nadchodzącego święta.
Nawiązuje ona do dwóch wydarzeń opisanych w Biblii:

odpoczynku Boga po stworzeniu świata (Księga Rodzaju) i Paschy – wyjścia Izraelitów z ziemi egipskiej (Księga Wyjścia).

## Halacha
Według przepisów Halachy Kidusz zmawiać powinno się nad kielichem wina (lub ew. soku z winogron) po zapadnięciu zmroku w wieczór poprzedzający szabat. Wino na ten użytek musi być koszerne, powinno być także słodkie i czerwone. Odmawiający modlitwę powinien wypić część wina z kielicha. Wina powinni skosztować także wszyscy obecni podczas zmawiania błogosławieństwa nad kielichem.